# جامعه‌شناسی آموزش
جامعه‌شناسی آموزش (به انگلیسی: sociology of education)، به مطالعه این امر می‌پردازد که نهادهای عمومی و تجارب شخصی افراد چه تأثیری روی آموزش و پیامدهای آن دارند. این حوزه بیشتر روی نظام‌های آموزش عمومی شامل گسترش تحصیلات عالی، بیشتر، بزرگسالان و آموزش‌های مستمر در جوامع مدرن متمرکز می‌باشد.
آموزش یک تلاش بنیادین و خوش‌بینانه انسان است که ویژگی اصلی آن امید برای پیشرفت و بهبود می‌باشد. بیشتر افراد آنرا وسیله‌ای می‌دانند برای غلبه بر نارسایی‌ها، رسیدن به برابری بیشتر و حصول ثروت و وضعیت اجتماعی. آموزش هم‌چنین مکانی دانسته می‌شود که در آن کودکان می‌توانند مطابق با نیازها و پتانسیل‌های منحصر به فرد شان رشد نمایند. نه تنها کودکان، بلکه جوانان و بزرگسالان نیز می‌توانند پیشرفت نمایند. تعاملات اجتماعی که از طریق آموزش میان افراد ایجاد می‌شود همیشه باعث پیشرفت می‌گردد، صرف نظر از این که آنها در چه سنی قرار دارند. آموزش هم‌چنین یکی از بهترین روش‌ها برای حاصل کردن برابری اجتماعی بالاتر پنداشته می‌شود. بسیاری می‌گویند که هدف آموزش باید توسعه هر فرد تا حد پتانسیل کاملشان باشد و باید به آنها این فرصت داده شود تا به هر اندازه که توانایی دارند در زندگی پیشرفت نمایند (شایسته‌سالاری). تعداد اندکی عقیده دارند که تمامی نظام‌های آموزش می‌توانند کاملاً به این هدف نایل شوند. برخی‌ها این نظریه را نقد نموده و استدلال می‌نمایند که نظام آموزشی به این هدف طراحی شده‌است تا باعث بازتولید نابرابری اجتماعی شود.

## بنیان‌ها
جامعه‌شناسی نظام‌مند آموزش پس از کار امیل دورکیم (۱۸۵۸–۱۹۱۷) در مورد آموزش اخلاقی، مبنای هم‌بستگی ارگانیک و با مطالعات ماکس وبر (۱۸۶۴–۱۹۲۰) در مورد ادبیات چینی به عنوان وسیله‌ای برای کنترل سیاسی آغاز شد. اما بعد از جنگ جهانی دوم، علاقمندی به این حوزه در سراسر دنیا مجدداً افزایش یافت: کارکردگرایی فناوری در ایالات متحده، اصلاحات برابری فرصت در اروپا و نظریهٔ سرمایه انسانی در علم اقتصاد، تمامی این موارد این معنی را داشت که صنعتی‌سازی و نیاز به نیروی کار ماهر در فناوری باعث تضعیف تفاوت‌های طبقاتی و سایر نظام‌های قشربندی اجتماعی می‌گردد. هم‌چنین این که آموزش می‌تواند باعث بهبود تحرک اجتماعی گردد. با این حال، تحقیقات آماری و میدانی در جوامع مختلف نشان داد که رابطه ثابتی میان طبقه اجتماعی یک فرد و دست‌آوردهای او وجود دارد. هم‌چنین تصریح نمود که آموزش تنها می‌تواند باعث تحرک اجتماعی محدودی گردد. مطالعات جامعه‌شناختی نشان داد که طرق آموزشی چگونه منعکس کنندهٔ قشربندی اجتماعی و تبعیض نژادی و جنیستی هستند تا به چالش کشیدن آنها. پس از فروپاشی کامل کارکردگرایی از اواخر دهه ۱۹۶۰ میلادی به بعد، حتی این ایده که آموزش به صورت مطلق یک امر خوب است را از بنیاد مورد چالش قرار گرفت. نئومارکسیست‌ها استدلال نمودند که آموزش‌های مدرسه‌ای تنها نیروی کار مطیع که برای طبقه سرمایه‌دار نیاز است را تولید می‌کردند.

## چشم‌اندازهای نظری
جامعه‌شناسی آموزش دارای نظریات متعددی است. برخی از نظریات عمده آن در زیر بیان شده‌است.

### حساب سیاسی
سنت «حساب سیاسی» در جامعه‌شناسی آموزش پس از هوگبن‏ (۱۹۳۸)‏ آغاز گردید. یک سنت تحقیقات کمی با نقادی سیاسی را از خود بجا گذاشت که با نابرابری‌های اجتماعی، به ویژه نابرابری‌های ناشی از قشربندی اجتماعی، سروکار دارد (هیت‏ ۲۰۰۰).‏ آثار مهم در این سنت عبارتند از (گلاس،‏ ۱۹۵۴)،‏ (فلود و همکاران، ۱۹۵۶)‏ و (هالسی و همکاران، ۱۹۸۰)‏ می‌باشند. تمامی این آثار با روشی که ساختارهای آموزشی در بریتانیا باعث نابرابری طبقاتی اجتماعی شده بودند، مرتبط بود. آثار جدید در این سنت، محدوده تمرکز را به تفاوت‌های جنسیتی، قومیتی و تفاوت‌های بین‌المللی گسترش داده‌است. در حالی که محققین این سنت به نظریات جامعه شناختی مانند نظریه انتخاب عقلانی و نظریهٔ تکثیر فرهنگی می‌پرداختند، اما سنت سیاسی آماری شک خود را روی «کلان نظریه» را حفظ نموده و بیشتر به شواهد تجربی و سیاست اجتماعی متمرکز بود. سنت علم حساب سیاسی توسط «جامعه‌شناسی جدید آموزش» در دهه ۱۹۷۰ میلادی، که روش‌های تحقیق کمی را رد می‌نمودند، مورد حمله قرار گرفت. این امر پیام‌آور دوره‌ای از شکاف روش‌شناختی در جامعه‌شناسی آموزش بود. اگرچه سنت علم حساب سیاسی بیشتر در روش‌های کمی ریشه دارد، اما به‌طور فزاینده‌ای از رویکردهای روش‌های مختلط استفاده نموده‌است.

### کارکردگرایی ساختاری
نظریه پردازان کارکردگرایی ساختاری معتقدند که جامعه به سمت تعادل اجتماعی و نظم اجتماعی تمایل دارد. آنها جامعه را همانند بدن انسان می‌پندارند که در آن نهادهایی چون آموزش از جمله اعضای مهم بدن به حساب آمده و جامعه/بدن را سالم و مرفه نگه می‌دارد. واقعیت اجتماعی ساختار بندی و متمایز گردیده و با موضوع مورد بحث خود علوم اجتماعی را فراهم می‌کند. این امر تشریح می‌نماید که چرا افراد، آن گونه که در رویداد قابل مشاهده دیده می‌شود، همانند یک متصدی عمل نموده و وظایف مشخص را به صورت منظم انجام می‌دهند. رابطه میان شاگرد و استاد در قلب مفهوم واقع‌گرایی ساختار اجتماعی قرار می‌گیرد. رابطه داخلی در میان وظایف برای افرادی که این وظایف را به عهده می‌گیرند و افرادی که معمولاً از این وظایف متأثر می‌شوند، بسیار متفاوت می‌باشد. رابطه میان استاد و شاگرد بسیار داخلی است چون هیچ‌یک بدون دیگری نمی‌تواند وجود داشته باشد. ساختارگراها آموزش را یکی از مهم‌ترین نهادهای اجتماعی در جامعه می‌دانند. آنها تأکید دارند که آموزش باعث دو نوع وظیفه می‌شود: «وظایف بارز» ، که وظایف عامدانه و آشکار آموزش می‌باشد؛ و «وظایف نهفته» ، که شامل وظایف ناخواسته و نهفته آموزش می‌باشند.
وظایف بارز
«وظایف بارز» متعددی به آموزش پیوند داده می‌شود. اولین آن «اجتماعی شدن» است. امیل دورکیم، جامعه‌شناس فرانسوی که اصول آکادمیک جامعه‌شناسی را پایه‌ریزی نمود، در رابطه به ویژگی مدارس می‌گوید: «نهادهای اجتماعی شدن که به کودکان یاد می‌دهند تا چگونه با دیگران ارتباط برقرار نمایند و آنها را برای وظایف اقتصادی در بزرگسالی آماده می‌نمایند» (دوکیم ۱۸۹۸). اجتماعی شدن به معنی آموزش قواعد و هنجارهای اجتماع به صورت کلی می‌باشد. یکی از وظایف مدارس، آموزش این امر به شاگردان است تا از قانون پیروی نموده و به نهادها احترام بگذارند. آموزش برای شاگردان نیز یک ابزار مهم است تا از آن برای تحرک صعودی استفاده نمایند. نهادهای تحصیلات عالی به عنوان وسایلی دیده می‌شوند که شاگردان را به حرفه‌های مورد نظرشان نزدیک نموده و به آنها کمک می‌کند تا موفق شوند.
وظایف نهفته
آموزش هم‌چنین دارای «وظایف نهفته» است. چیزهای زیادی در دوران مدرسه اتفاق می‌افتد که در تحصیلات عالی کمتر دیده می‌شود. محیط آموزشی شاگردان را با شبکه‌های اجتماعی معرفی می‌کند که ممکن است برای سال‌ها پایدار باقی‌مانده و بعد از اتمام مدرسه در یافتن شغل به آنها نیز کمک کند. یکی دیگر از وظایف نهفته، توانایی کارکردن با دیگران در گروه‌های کوچک است. مهارتی قابل انتقال به محیط کاری که در آموزش‌های خانگی ممکن است آموخته نشود.

#### اجتماعی شدن
سلامت اجتماعی معنایی مشابه با نظم اجتماعی دارد و زمانی تضمین می‌گردد که تقریباً همگی ارزش‌های اخلاقی عمومی نهفته در اجتماع را بپذیرند؛ لذا نظریه پردازان کارکردگرایی ساختاری عقیده بر این دارند که مقصد نهادهای کلیدی چون آموزش این است تا کودکان و نوجوانان را به اجتماعی شدن تشویق نمایند. اجتماعی شدن فرایندی است که از طریق آن نسل جدید دانش، رفتار و ارزش‌های را می‌آموزند که برای تبدیل شدن به شهروندان مولد نیاز است. وظیفه اصلی آموزش همانا رساندن دانش و مهارت‌های ابتدایی به نسل‌های آینده است. گرچه این هدف در برنامه آموزشی رسمی تصریح می‌گردد، اما اساساً از طریق برنامه آموزش پنهان که هنجارها و ارزش‌های جامعه بزرگتر را به صورت نامحسوس اما قدرتمند القاء می‌نماید، حاصل می‌گردد. شاگردان این ارزش‌ها را یادمی‌گیرند چون رفتار آنها در مدرسه تا زمانی که آنها به تدریج این ارزش‌ها را از باطن می‌پذیرند تنظیم می‌گردد (دورکیم).
افزون بر آن، آموزش یک ابزار مهم برای انتقال ارزش‌های اساسی است. این ارزش‌های اساسی آموزش بعداً در نظام‌های اقتصادی و سیاسی که در اصل آموزش را تقویت نموده‌اند منعکس می‌گردد. یکی از مهم‌ترین ارزش‌هایی که از طریق نظام آموزشی به شاگردان منتقل می‌گردد عبارت از فردگرایی است که اصل مستقل بودن و اتکا به خود می‌باشد.

## ارجاعات
1. 1 2 3  Gordon Marshall (ed) A Dictionary of Sociology (Article: Sociology of Education), Oxford University Press, 1998
2. 1 2  Schofield, K. (1999). The Purposes of Education, Queensland State Education: 2010 بایگانی‌شده  در ۲۶ مارس ۲۰۱۳ توسط Wayback Machine Accessed 2002, Oct 28.
3. 1 2 3  Sargent, M. (1994) The New Sociology for Australians (3rd ed.), Longman Cheshire, Melbourne
4. ↑  Hogben, L. (1938) Political Arithmetic: a symposium of population studies, London: Allen & Unwin.
5. ↑  Heath, A. (2000) The Political Arithmetic Tradition in the Sociology of Education, Oxford Review of Education 26(3-4): 313-331.
6. ↑  Glass, D. V. (1954) Social Mobility in Britain, London: Routledge and Kegan Paul.
7. ↑  Floud, J. , Halsey, A. H. and Martin, F. (1956) Social class and educational opportunity: Heinemann.
8. ↑  Halsey, A. H. , Heath, A. F. and Ridge, J. M. (1980) Origins and destinations: family, class, and education in modern Britain, Oxford: Clarendon Press
9. ↑  Gorard, S. , Salisbury, J. and Rees, G. (1999) Reappraising the apparent underachievement of boys at school, Gender and Education 11(4): 441-454.
10. ↑  Sullivan, A. , Heath, A. F. and Rothon, C. (2011) Equalisation or inflation? Social class and gender differentials in England and Wales, Oxford Review of Education 37(2): 215-240.
11. ↑  Heath, A. F. and Cheung, S. -Y. (eds) (2007) Unequal Chances: ethnic minoroties in western labour markets, Oxford: Oxford University Press.
12. ↑  Heath, A. F. and Sullivan, A. (2011) Introduction: The democratisation of upper-secondary education?, Oxford Review of Education 37(2): 123-138.
13. ↑  Breen, R. and Goldthorpe, J. (1997) Explaining Educational Differentials: Towards a Rational Action Theory, Rationality and Society 9(3): 275-305.
14. ↑  Sullivan, A. (2001) Cultural Capital and Educational Attainment, Sociology 35(4): 893-912.
15. ↑  M. F. D. Young (ed) Knowledge and Control: New Directions for the Sociology of Education, London: Macmillan.
16. ↑  Ogg, T. , Zimdars, A. and Heath, A. F. (2009) Schooling effects on degree performance: a comparison of the predictive validity of aptitude testing and secondary school grades at Oxford University, British Educational Research Journal 35(5): 781-807.
17. ↑  Bessant, J. and Watts, R. (2002) Sociology Australia (2nd ed), Allen & Unwin, Sydney
18. 1 2  "Theories of Education". www.cliffsnotes.com. Retrieved 2019-10-28.
19. ↑  NSW Board of Studies, K-6 HSIE Syllabus (NSW Australia)
20. ↑  Harper, G. (1997) "Society, culture, socialization and the individual" in Stafford, C. and Furze, B. (eds) Society and Change (2nd ed), Macmillan Education Australia, Melbourne